# Edmundo Maristany
Edmundo Maristany (Las Flores, 1895 – La Plata, 1983) è stato un astronomo argentino.
È noto per aver scoperto, con altri, la cometa C/1927 X1 (Skjellerup-Maristany) ad occhio nudo dall'Osservatorio di La Plata il 6 dicembre 1927.
Ha scritto dei sonetti, pubblicati negli anni cinquanta. Era inoltre un abile disegnatore: ha prodotto dei disegni di vertebrati conservati presso il Museo di La Plata.